# نظرية الخيط المنزلق

نظرِية الخيط المنزلِق: ساركومير في مرحلة الانبساط (الصورة أعلاه) والانقباض (الصورة أدناه).

نظرية الخيط المنزلق (بالإنجليزية: sliding filament theory)‏هي نظرية تشرح آلية الانقباض العضلي بناءً على حركة البروتينات العضلية التي تنزلق فوق بعضها البعض لتوليد الحركة.
تم تقديم هذه النظرية بشكل مستقل في عام 1954 من قبل فريقين بحثيين، أحدهما يَضم كلاً من أندرو هكسلي ورولف نيدرجيرك من جامعة كامبريدج، والآخر يتكون من هيو هكسلي وجان هانسون من معهد ماساتشوستس للتكنولوجيا. تم تصور هذا النموذج في الأصل من قبل هيو هكسلي في عام 1953. ولكن قدمه أندرو هكسلي ونيدرجيرك كفرضية «جذابة للغاية».
وفقًا لنظرية الخيط المنزلق، فإن خيوط الميوسين (السميكة) لألياف العضلات تنزلق عبر خيوط الأكتين (الرقيقة) أثناء انقباض العضلات، بينما تظل مجموعتا الخيوط بطول ثابت نسبيًا. قبل الخمسينيات، كانت هناك العديد من النظريات المتنافسة حول عملية انقباض العضلات، بما في ذلك الجذب الكهربائي، طي البروتين، وتعديل البروتين.أدخلت هذه النظرية المُبتدعة مفهومًا جديدًا يسمى نظرية الجسر التصالبي(نظرية الجسر المتقاطع المتأرجح تقليديًا، والتي يشار إليها الآن في الغالب باسم دورة الجسر التصالبي) التي تشرح الآلية الجزيئية للخيوط المنزلقة. تنص نظرية الجسر التصالبي على أن الأكتين والميوسين يشكلان مركبًا بروتينيًا (يُطلق عليه كلاسيكيًا أكتيوموسين) عن طريق ربط رأس الميوسين بخيوط الأكتين، مما يشكِّل نوعًا من الجسر المتقاطع (التصالبي) بين الخيطين.
حالياً، تعتبر نظرية الخيط المنزلق تفسير مقبول عالمياً للآلية التي تقوم عليها عملية الانقباض العضلي.

### أصل نظرية الخيط المنزلق

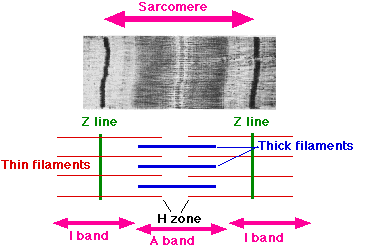
هيكل الألياف العضلية (ساركومير) تحت المجهر الإلكتروني مع شرح تخطيطي.

## نظرية الخيط المنزلق

شرح تخطيطي لنظرية الخيط المنزلق.

تمخضت نظرية الخيط المنزلق أساساً من بحثين متتاليين نُشِرا في 22 أيار (مايو) 1954 في مجلة نيتشر تحت شعار «التغييرات الهيكلية في العضلات أثناء انقباضها».  على الرغم من أن استنتاجاتهم كانت متشابهة بشكل أساسي، إلا أن البيانات والمقترحات التجريبية الأساسية كانت مختلفة.
1. فرضية هكسلي-نيدرجيرك(Huxley-Niedergerke): الورقة الأولى، التي كتبها أندرو هكسلي ورولف نيدرجيرك، بعنوان: "Interference microscopy of living muscle fibres"، أي «المجهرية التداخلية لألياف العضلات الحية». استندت هذه الدراسة إلى عضلات الضفدع باستخدام مجهر التداخل،[9] والذي طوره أندرو هكسلي لهذا الغرض. استنتج الباحثان أن:[5] الشريط I [10]يتكون من خيوط الأكتين، والشريط A في معظمه من خيوط الميوسين؛ وأثناء الانقباض، تنتقل خيوط الأكتين إلى الشريط A بين خيوط الميوسين.
2. فرضية هكسلي-هانسون (Huxley-Hanson)

الورقة الثانية، التي أعدها هيو هكسلي وجان هانسون، بعنوان «التغييرات في التخطيطات المتصالبة للعضلات أثناء الانقباض والتمدد وتفسيرها الهيكلي». هذا البحث كان أكثر تفصيلا واستند إلى دراستهم لعضلة الأرنب باستخدام المجهر الضوئي ذو الأطوار المتباينة والمجاهر الإلكترونية.
باختصار، تشرح نظرية الخيط المنزلق عملية انقباض العضلات التي تحدث عندما يتم ترتيب الساركومير من طرف إلى آخر وتقصيرها عن طريق «انزلاق» الميوسين والأكتين عبر بعضها البعض. والتي تحدث على عدد من الخطوات الرئيسية، بما في ذلك:
1. إزالة الاستقطاب وإطلاق أيون الكالسيوم.
2. تشكل الجسر التصالبي للأكتين والميوسين.
3. آلية انزلاق خيوط الأكتين والميوسين.
4. تَقصرُّ الساركومير (انقباض العضلات).

بشكل أكثر مفصل، يمكن تلخيص نظرية الخيط المنزلق لآلية الانقباض العضلي فيما يلي:
الألياف العضلية مصنوعة من اللييفات العضلية وهذه الليفيات العضلية، بدورها، مصنوعة من العديد من وحدات التقلص المتكررة التي تسمى الساركومير. يحتوي كل ساركومير على خيوط بروتينية سميكة ورقيقة متناوبة. يسمى البروتين الأول (السميك) الميوسين والأخر (الرقيق) يسمى الأكتين. ترتبط خيوط البروتين الرقيقة (الأكتين) بالبروتينات التنظيمية التي تسمى تروبونين وتروبوميوزين. عندما تكون العضلات في حالة الانبساط، يغطي التروبوميوزين رؤوس الميوسين ولذلك فهو يقوم بمنع تشكل الجسر التصالبي بين رؤوس الميوسين ومواقع الربط التي تقع على الأكتين. ولكن عندما تتسبب النبضات العصبية في إزالة استقطاب غشاء الليف العضلي، فإن جهد الفعل يؤدي إلى إطلاق الكالسيوم من الشبكة الإندوبلازمية العضلية وبعد ذلك ترتبط أيونات الكالسيوم المنبعثة من الشبكة الإندوبلازمية العضلية بالتروبونين (على الأكتين) وهذا يتسبب في تحرك التروبوميوزين، مما يجعل مواقع الربط على الأكتين مكشوفة ومعرّضة لرؤوس الميوسين، مما يؤدي بدوره إلى تشكل الجسر التصالبي.
الآن، يرتبط ATP برؤوس الميوسين وهذا يؤدي إلى تفكك الجسور التصالبية. تحويل ATP إلى ADP وPi (التحلل المائي ATP) يؤدي إلى تغيير رؤوس الميوسين في الزاوية / الدوران وتغيير الاتجاه (شوط الطاقة)؛  مما يتسبب في كسر الجسور التصالبية.  تسحب خيوط الميوسين الأكتين نحو مركز ساركومير باستخدام الطاقة من التحلل المائي لـ ATP / (تقترب الخطوط Z)، يتم تحقيق انقباض العضلات الهيكلية من خلال انزلاق خيوط الأكتين والميوسين فوق بعضها البعض (نموذج الخيوط الانزلاقية) وبذلك يقصر الساركومير وتتم عملية الانقباض العضلي.

## الاستقبال والعواقب
على الرغم من الأدلة القوية، لم تحصل نظرية الخيط المنزلق على أي دعم لعدة سنوات متلاحقة. رفض Szent-Györgyi الاعتقاد بأن خيوط الميوسين كانت محصورة في الشريطA (band A).شميت (F.O. Schmitt)، الذي قدم مجهره الإلكتروني أفضل البيانات، كان مشككًا في الصور الأصلية أيضًا. كانت هناك أيضًا حجج فورية بشأن تنظيم الخيوط، سواء كانت مجموعتا الخيوط (الميوسين والأكتين) متداخلة أو متواصلة/مستمرة.  فقط مع المجهر الإلكتروني الجديد، أكد هيو هكسلي الطبيعة المتداخلة للخيوط في عام 1957. كان أيضًا من هذا المنشور أن وجود رابط أكتين-ميوسين (يُطلق عليه الآن جسر تصالبي) تم إظهاره بوضوح. لكنه استغرق خمس سنوات أخرى لتقديم دليل على أن الجسر التصالبي كان تفاعلًا ديناميكيًا بين خيوط الأكتين والميوسين. حصل على الترتيب الجزيئي الفعلي للخيوط باستخدام البلورات بالأشعة السينية من خلال التعاون مع كينيث هولمز، الذي تم تدريبه من قبل روزاليند فرانكلين، في عام 1965. إلا أنه بعد مؤتمر في عام 1972 في مختبر كولد سبرينج هاربور، حيث تم تداول النظريات وأدلة عنها، أصبحت النظرية مقبولةً بشكل عام.في المؤتمر، كا تذكر كوسكاك ماروياما في وقت لاحق، كان على هانسون أن يجيب على الانتقادات من خلال الصراخ، «أعلم أنني لا أستطيع شرح الآلية بعد، لكن الانزلاق حقيقة». جاءت البراهين الواقعية في أوائل الثمانينات عندما أصبح من الممكن إثبات الحركة الانزلاقية الفعلية باستخدام أدوات متطورة جديدة من قبل باحثين مختلفين.